# 沃農·安尼達
沃農·圣贝尼托·安尼達（荷蘭語：Vurnon San Benito Anita；1989年4月4日—），庫拉索職業足球員，司職后卫及防守中場，現效力荷甲球會華域克。

## 俱樂部生涯
從10歲起阿尼塔就在阿賈克斯青訓營接受培訓，2006年16歲時就代表阿積士一隊出場比賽。在2006年3月19日客場2-3輸給格羅寧根的比賽中上演了荷甲聯賽處子秀。
2012年8月16日，英超球隊紐卡素官方宣佈，球隊正式從荷甲阿賈克斯簽下荷蘭中場安尼達，轉會費為850萬歐元，雙方簽約5年。
荷甲球隊威廉二世官方宣佈，球隊租借了列斯聯後衛安尼達，租借效力一個賽季。
列斯聯官方確認，球隊已經與荷蘭中場安尼達達成協議，雙方提前解約。
保加利亞球隊索菲亞中央陸軍官方宣佈，荷蘭前國腳安尼達加入球隊，簽約到本賽季末。與保加利亞豪門簽訂了一份短約，但有條款延長一年合約。
華域克官方宣佈，荷蘭中場安尼達自由轉會加盟球隊。

## 國家隊生涯
安尼達入選荷蘭國家足球隊參加2012年歐洲國家盃外圍賽。
他在2010年入選了2014年世界杯的荷蘭國家足球隊初選名單，但最終沒能進入正式名單。
庫拉索國家足球隊公佈了最新大名單，荷蘭前國腳阿尼塔入選。在國際足聯更改規則後，阿尼塔得以轉而為庫拉索效力。

## 外部連結
- 沃农·阿尼塔在OnsOranje中的荷兰U-19国青队档案与数据
- 沃农·阿尼塔在OnsOranje中的荷兰U-19国青队档案与数据
- 沃农·阿尼塔在OnsOranje中的荷兰U-19国青队档案与数据